# Edraianthus linifolius
Edraianthus linifolius là loài thực vật có hoa trong họ Hoa chuông. Loài này được Gusmus mô tả khoa học đầu tiên năm 1904.